# Malle
Malle (nederländskt uttal: [ˈmɑlə]) är en kommun i provinsen Antwerpen i regionen Flandern i Belgien. Kommunen har cirka 15 602 invånare (2020). Huvudort är Westmalle.